# Dušan Bavdek
Dušan Bavdek, slovenski skladatelj in pedagog, * 17. julij 1971, Kranj.

## Življenjepis
Na Akademiji za glasbo v Ljubljani je v razredu Alojza Srebotnjaka leta 1994 zaključil študij kompozicije. Prav tam je pod mentorstvom Marijana Gabrijelčiča in Daneta Škerla leta 2000 opravil še podiplomski specialistični študij. Izpopolnjeval se je tudi v mojstrskih tečajih za kompozicijo v Avstriji pri profesorju Janosu Vajdi in v Franciji s štipendijo Centre Acanthes pri profesorju Helmutu Lachenmannu.
V letih 1994-2003 je poučeval glasbeni stavek in solfeggio na Srednji glasbeni in baletni šoli v Ljubljani. Od 2002 deluje (sprva kot docent) za glasbeno teoretične predmete na Akademiji za glasbo v Ljubljani. Je predsednik Društva slovenskih skladateljev. 
Njegov oče je slovenski zdravnik in politik Dušan Bavdek starejši.